# Agenția Națională pentru Reglementare în Comunicații Electronice și Tehnologia Informației
Agenția Națională pentru Reglementare în Comunicații Electronice și Tehnologia Informației a Republicii Moldova (ANRCETI) reprezintă autoritatea publică centrală de reglementare din domeniul telecomunicațiilor și tehnologiilor informaționale din Republica Moldova.

## Istorie
ANRCETI a fost înființată la 14 martie 2008, odată cu intrarea în vigoare a Legii comunicațiilor electronice nr. 241-XVI din 15.11.2007, prin reorganizarea Agenției Naționale pentru Reglementare în Telecomunicații și Informatică (ANRTI), care se desființează. ANRTI a fost înființată mai devreme - la 17 august 2000. ANRCETI după 14 martie 2008 devine succesorul de drept al ANRTI.

## Atribuții
Agenția efectuează reglementarea comunicațiilor electronice prin:
    a) asigurarea, în limitele competențelor sale, cu documente de reglementare și cu standarde tehnice, în condițiile legii și conform strategiei de dezvoltare a comunicațiilor electronice;
    b) implementarea regimului de autorizare generală, stabilit prin prezenta lege;
    c) reglementarea tarifelor și prețurilor aplicate în cadrul rețelelor și serviciilor de comunicații electronice, în conformitate cu prevederile prezentei legi;
    d) aprobarea, cu consultarea Guvernului, a tarifelor pentru serviciile publice de comunicații electronice furnizate utilizatorilor finali persoane fizice de către furnizorii cu putere semnificativă pe piața de telefonie fixă relevantă;
    e) elaborarea, cu consultarea prealabilă a autorității pentru protecția concurenței, a metodologiei de stabilire a prețurilor sau tarifelor pentru serviciile de telefonie fixă, furnizate utilizatorilor finali de către furnizorii cu putere semnificativă pe piața relevantă, și publicarea acesteia;
    f) monitorizarea aplicării prevederilor legislației din domeniul comunicațiilor electronice și întreprinderea acțiunilor pentru prevenirea și înlăturarea nerespectării acestor prevederi;
    g) stabilirea principiilor și regulilor de interconectare a rețelelor și de acces la rețele și/sau servicii; 
    h) elaborarea și managementul Planului național de numerotare, reglementarea, gestionarea și atribuirea contra plată și în baza unor criterii obiective, transparente, nediscriminatorii și proporționale a resurselor de numerotare;
    i) reglementarea gestionării domeniului de nivel superior .md;
    j) asigurarea, în limitele posibilităților tehnice, a condițiilor egale de acces la rețelele de comunicații electronice și infrastructura asociată pentru toți utilizatorii, precum și garantarea accesului liber la transmiterea informațiilor prin rețelele de comunicații electronice publice, indiferent de tipul lor de proprietate;
    k) identificarea piețelor relevante și elaborarea reglementărilor pentru efectuarea analizelor de piață;
    l) efectuarea analizelor de piață în situațiile în care acestea sînt obligatorii, potrivit legii;
    m) desemnarea furnizorilor de rețele și/sau servicii de comunicații electronice cu putere semnificativă pe piața relevantă;
    n) punerea în sarcina furnizorilor de rețele și/sau servicii de comunicații electronice cu putere semnificativă pe piața relevantă a unor cerințe obligatorii ce țin de asigurarea interconectării rețelelor și accesului la rețelele și/sau serviciile de comunicații electronice sau de protecția utilizatorilor;
    o) crearea și gestionarea fondului serviciului universal;
    p) controlul îndeplinirii obligațiilor impuse furnizorilor de serviciu universal;
    q) soluționarea litigiilor dintre furnizorii de rețele și/sau servicii de comunicații electronice, în scopul asigurării concurenței loiale și a protecției utilizatorilor pe piețele acestor servicii;
    r) soluționarea litigiilor dintre furnizorii de servicii de comunicații electronice și utilizatorii finali;
    s) monitorizarea și controlul calității serviciilor de comunicații electronice, al corespunderii acestora condițiilor autorizării generale sau licenței; controlul respectării condițiilor autorizării generale sau licenței, prevederilor legilor, ale altor acte normative și ale reglementărilor privind activitatea din domeniul comunicațiilor electronice, cu excepția controlului menționat la art.7 alin.(3) lit.i);
    t) aplicarea sancțiunilor contravenționale, în limitele competențelor sale, conform legislației în vigoare;
    u) adoptarea deciziilor în chestiuni ce țin de competența sa;
    v) utilizarea posibilităților de efectuare a sondajelor;
    w) elaborarea și aprobarea reglementărilor interne.
În vederea executării prevederilor legale, agenția colaborează cu organul central de specialitate, cu Consiliul Concurenței, cu organul de control al prelucrărilor de date cu caracter personal și cu alte autorități publice, inclusiv prin furnizarea reciprocă a informațiilor necesare aplicării prevederilor legislației privind comunicațiile electronice, ale legislației în domeniul concurenței și ale legislației privind protecția datelor cu caracter personal. Colaborarea dintre Agenție și autoritățile menționate se efectuează conform delimitării de funcții și atribuții prevăzute de lege.

### Drepturi suplimentare
Agenția, în limitele competențelor sale, are dreptul:
    a) să elaboreze și să aprobe reglementări în condițiile legii și conform strategiei de dezvoltare a comunicațiilor electronice;
    b) să exercite controlul asupra activității participanților la piața serviciilor de comunicații electronice și asupra modului de satisfacere a cerințelor utilizatorilor;
    c) să elibereze, să suspende ori să revoce parțial sau total licențele, să elaboreze și să modifice condițiile de licență conform legii și să efectueze controlul respectării acestora; să acorde, să suspende ori să revoce parțial sau total drepturile de furnizare a rețelelor sau serviciilor de comunicații electronice, să elaboreze și să modifice condițiile autorizării generale conform legii și să efectueze controlul respectării acestora; 
    d) să aibă acces la documentele ce țin de activități din domeniul comunicațiilor electronice, practicate conform autorizării generale sau licenței, inclusiv la informația ce prezintă secret comercial, asigurînd confidențialitatea acestora, în condițiile legii;
    e) să solicite și să obțină de la furnizorii de rețele și/sau servicii de comunicații electronice informațiile necesare, inclusiv date statistice, copii, extrase din documente, asigurînd, după caz, confidențialitatea lor, în special pentru: 
    - verificarea de la caz la caz a respectării condițiilor de autorizare generală, de licență și a altor reglementări;
    - elaborarea rapoartelor statistice trimestriale și anuale;
    - verificarea sistematică sau de la caz la caz a respectării condiției privind contribuția financiară la fondul serviciului universal, a situației privind achitarea taxelor pentru eliberarea licențelor al căror număr este limitat, privind achitarea plăților de reglementare și monitorizare și privind respectarea obligațiilor de acces, interconectare și serviciu universal; 
    - verificarea de la caz la caz a respectării prevederilor actelor normative în cazul depunerii unei petiții, al apariției unor motive speciale și justificate sau al efectuării unei investigații pentru evaluarea cererii de acordare a licenței; 
    - efectuarea analizei de piață;
    f) să ceară furnizorilor de rețele și/sau servicii de comunicații electronice executarea deciziilor sale;
    g) să aplice sancțiuni contravenționale, în limitele competențelor sale, conform legislației în vigoare;
    h) să sesizeze instanțele de judecată în vederea soluționării litigiilor;
    i) să efectueze controlul calității serviciilor de comunicații electronice, al respectării condițiilor autorizării generale, licenței, prevederilor actelor normative privind activitatea din domeniul comunicațiilor electronice.
Solicitarea informațiilor și documentelor din partea agenției trebuie să fie justificată și proporționată cu sarcinile ce îi revin conform legii.
Pentru efectuarea controalelor planificate și inopinate, specialiștii agenției sînt împuterniciți prin dispoziții de control, semnate de directorul agenției sau de unul dintre directorii adjuncți. La efectuarea controlului, specialiștii agenției au acces liber în încăperile și pe teritoriul furnizorilor de rețele și/sau servicii, precum și la documentația și informația acestora, și au dreptul să întreprindă măsuri de conservare a documentației și informației în modul și în condițiile stabilite de lege. Procedura de control și alte acțiuni ce țin de aceasta sînt stabilite într-un regulament elaborat și aprobat de Agenție și publicat în Monitorul Oficial al Republicii Moldova.
În caz de necesitate, organele afacerilor interne acordă specialiștilor agenției asistența necesară în exercitarea atribuțiilor ce le revin.
Agenția participă la lucrările organismelor internaționale de specialitate și de reglementare, colaborează și se reprezintă în instituții și organizații internaționale din domeniul comunicațiilor electronice, conlucrează cu autorități similare din alte state, inclusiv prin încheierea unor acorduri bilaterale de colaborare, schimb de experiență și informație de specialitate.

## Conducere
Agenția este condusă de un Consiliu de administrație, constituit din președintele consiliului care este și directorul agenției, și doi membri ai consiliului - directori adjuncți ai agenției.
Deciziile Consiliului de administrație se adoptă cu o majoritate de voturi. Fiecare membru al Consiliului de administrație deține un vot.
Directorul și directorii adjuncți sunt desemnați de către Guvernul Republicii Moldova pentru un termen de 4 ani.
În cazul apariției, din diferite motive, a unui loc vacant de director sau de director adjunct, Guvernul, în termen de o lună, desemnează un nou director sau director adjunct. Nici unul dintre membrii Consiliului de administrație nu poate deține funcția mai mult de 8 ani.
Directorul, directorii adjuncți și angajații agenției trebuie să fie cetățeni ai Republicii Moldova, să aibă studii superioare, să posede calificare profesională superioară și experiență de muncă în domeniul comunicațiilor electronice.
Directorul și directorii adjuncți pot fi eliberați din funcții de către guvern în cazul:
    a) demisionării;
    b) pierderii cetățeniei Republicii Moldova;
    c) imposibilității exercitării funcției din motive de sănătate;
    d) alegerii sau desemnării în altă funcție;
    e) condamnării la privațiune de libertate prin hotărîre definitivă a instanței de judecată;
    f) îndeplinirii necorespunzătoare, în mod sistematic, a atribuțiilor acordate prin lege;
    g) altor situații prevăzute de lege.
Directorul angajează personalul agenției cu consimțămîntul a cel puțin unuia dintre directorii adjuncți.
Directorul și directorii adjuncți nu sînt în drept să dețină funcții, acțiuni și/sau părți sociale, să aibă cîștiguri materiale ori financiare sau să intervină pentru angajarea unei persoane, sau să negocieze angajarea sa după expirarea termenului de aflare în funcție la întreprinderile a căror activitate este reglementată de agenție.
Anual, până în data de 30 aprilie, agenția publică raportul privind activitatea sa în vederea implementării strategiei de dezvoltare a comunicațiilor electronice și a reglementărilor sale, precum și anuarul statistic privind dezvoltarea comunicațiilor electronice în Republica Moldova în anul precedent.